# Álbum iconográfico da Avenida Paulista
Álbum iconográfico da Avenida Paulista é uma obra de Benedito Lima de Toledo, considerada umas das importantes publicações brasileiras focadas na cidade de São Paulo e que se dedicam à fotografia, na sua relação com as cidades e a sua arquitetura. Trata-se de um dos livros de Benedito Lima de Toledo que são ilustrados com a sua coleção de cerca de 40 mil fotos, 25 mil slides e centenas de cartões-postais.

## Autor
Benedito Lima de Toledo (1934-2019) foi arquiteto e urbanista brasileiro, considerado um dos mais importantes historiadores da evolução urbana da cidade de São Paulo, autor do clássico “São Paulo: três cidades em um século”. Benedito era membro da Academia Brasileira de Letras. Em sua tese sobre Victor Dubugras, Toledo destaca a importância documental dos cartões-postais para a história da cidade e da arquitetura, tema retomado nos livros Álbum Iconográfico da Avenida Paulista (1987), Anhangabaú (1989) e Prestes Maia e as Origens do Urbanismo Moderno em São Paulo (1996).

## Leituras adicionais
- Costa, Eduardo Augusto; Costa, Eduardo Augusto (Dezembro de 2016). «Da fotografia à cultura visual: Arquivo Fotográfico e práticas de preservação do Iphan». Anais do Museu Paulista: História e Cultura Material. 24 (3): 19–43. ISSN 0101-4714